# Keskküla (Märjamaa)
Pour les articles homonymes, voir Keskküla.
Keskküla est un village estonien situé sur la commune de Märjamaa dans le comté de Rapla.